# Вальмакка
Вальмакка (итал. Valmacca) — коммуна в Италии, располагается в регионе Пьемонт, в провинции Алессандрия.
Население составляет 1071 человек (2008 г.), плотность населения составляет 85 чел./км². Занимает площадь 13 км². Почтовый индекс — 15040. Телефонный код — 0142.
В коммуне 8 сентября особо празднуется Рождество Пресвятой Богородицы.

## Демография
Динамика населения:

## Администрация коммуны
- Официальный сайт: